# Quercus hispanica
Quercus hispanica är en bokväxtart som beskrevs av Jean-Baptiste de Lamarck. Quercus hispanica ingår i släktet ekar, och familjen bokväxter. Inga underarter finns listade.